# Basilicata
Basilicata (phát âm tiếng Ý: [basiliˈkaːta] hay [baziliˈkaːta]), cũng gọi là Lucania, là một vùng ở Nam Ý, giáp với Campania về phía tây, Puglia về phía đông và bắc, và Calabria về phía nam. Nó có hai đường bờ biển riêng rẽ, một hướng ra biển Tyrrhenus giữa Campania và Calabria, và một dài hơn hướng ra vịnh Taranto giữa Calabria và Apulia. Vùng này rộng 10,000 km2 (3,861 dặm vuông Anh) và dân số khoảng dưới 600.000. Thủ phủ vùng là Potenza. Basilicata được chia làm hai tỉnh: Potenza và Matera. Thủ hiến của Basilicata là Marcello Pittella.